# Gros Islet Town
Gros Islet Town es una localidad de Santa Lucía que forma parte del distrito de Gros Islet.